# پله فاتح
پله فاتح (به انگلیسی: Pelle the Conqueror) فیلمی ۱۵۷ دقیقه‌ای به کارگردانی بیله آگوست با بازی ماکس فون سیدو است.